# 渡辺有三
渡辺 有三（わたなべ ゆうぞう、1949年3月30日 - 2014年1月2日）は、日本のミュージシャン、音楽プロデューサー。ポニーキャニオン元常務。

## 経歴
1949年に東京都港区赤坂で生まれる。横浜市長および元貴族院議員・平沼亮三の孫にあたる。また俳優の石坂浩二とは従弟に当たる（渡辺の母と石坂の父が兄弟）。
慶應義塾幼稚舎から慶應義塾普通部、慶應義塾高等学校、慶應義塾大学商学部を卒業。
慶應義塾大学入学と同時に加山雄三＆ザ・ランチャーズにベーシストとして参加。若大将シリーズ『南太平洋の若大将』の撮影を兼ねた武道館ライブが新生ランチャーズの事実上のデビューとなる。以後、日劇東宝スターパレード、加山雄三全国縦断コンサートなどライブの他、加山のレコーディングの参加、若大将シリーズ（『リオの若大将』など）への出演など、当時のグループサウンズとは一線を画し、全員が慶大生らしい雰囲気であった。ランチャーズ単体でも1968年に｢真冬の帰り道」でデビュー。
卒業と同時にキャニオンレコード（現在のポニーキャニオンの前身）に新卒一期生として入社する。入社2年目からミノルフォンから移籍してきた山本リンダを担当しフジテレビとタッグを組み従来のアイドル路線から、アクション歌謡路線に転向させ、再ブレイクさせた。その後経験を生かして、制作ディレクターとして数々の作品を手がける。代表アーティストとしては高木麻早、NSP、Char、尾崎亜美、山崎ハコ、中島みゆきなどのソングライターから金井夕子、岩崎良美、堀ちえみ、岡田有希子、うしろ髪ひかれ隊、工藤静香、光GENJI、中嶋美智代などのアイドル歌手まで担当。
制作に寄与したばかりでなく、その後もヤマハとポニーキャニオン、ジャニーズとポニーキャニオンというように会社の力となるコーディネーションが抜群であった（信頼を得た渡辺は森光子のアルバムのプロデュース、飛天の間で行われたディナーショーの音楽監督も任されていた）。
役員になってからはフライトマスターレーベルを立ち上げ、w-inds.や上戸彩を世に送り出す。さらにフライトマスター内のレーベルとしてKnife Edgeレーベルを立ち上げる。
2009年6月の株主総会で常務取締役を退任、その後も顧問としてポニーキャニオンに在籍していたが、2014年1月2日、虫垂癌により東京都内の病院で死去した。64歳没。葬儀告別式では工藤静香が弔辞を読んだ。

## 出演映画
- リオの若大将（1968年） - 渡
- 俺の空だぜ!若大将（1970年） - 綿貫竜平